# Лавренёва, Анна Васильевна
Лавренёва Анна Васильевна (1921, Воронежская губерния — 1972, Краснодар) — бригадир Краснодарского завода электроизмерительных приборов Краснодарского совнархоза, Герой Социалистического Труда (1960).

## Биография
Анна Васильевна Лавренёва родилась в 1921 году в Воронежской области.
В 1943 году после освобождения Краснодара от немецко-фашистских захватчиков устроилась работать на Краснодарский завод электроизмерительных приборов, сначала простой рабочей, а затем бригадиром в сборочном цехе того же завода.
За выдающиеся достижения в труде и особо плодотворную общественную деятельность Анне Васильевне Лавренёвой Указом Президиума Верховного Совета СССР от 7 марта 1960 года было присвоено высокое звание Героя Социалистического Труда с вручением ордена Ленина и золотой медали «Серп и Молот».
Скончалась в Краснодаре в 1972 году.

## Награды
- Звание Герой Социалистического Труда (Указ Президиума Верховного Совета СССР от 07 марта 1960 года;
- Золотая медаль «Серп и Молот» (07 марта 1960 — № 8354);
- Орден Ленина (07 марта 1960 — № 331256);
- медали.